# Matrox G400
G400 — 2D/3D-видеоускоритель с поддержкой DirectX 6.0 для персональных компьютеров, разработанный Matrox. Является усовершенствованной версией Matrox G200. Представлен в 1999 году.

## История
Графический процессор Matrox G200 был успешным продуктом, конкурировавшим с различными комбинированными 2D/3D-ускорителями. При создании G400 технологии, разработанные в рамках проекта G200, были улучшены примерно в два раза. Новый чип получил несколько дополнений, таких как поддержка нескольких мониторов, 32-битный конвейер рендеринга с высокой производительностью, новые 3D-функции (Рельефное текстурирование).

## Обзор
G400 является 256-битным процессором, использующим так называемую архитектуру DualBus: две 128-разрядные шины, каждая из которых однонаправлена и предназначена для передачи данных между функциональными блоками в чипе. По сравнению с одной более широкой шиной, при такой архитектуре уменьшаются задержки в передаче данных и увеличивается общая эффективность шины.
3D-ядро содержит 2 параллельных пиксельных конвейера с 1 текстурным блоком на каждом, обеспечивающие возможность двойного текстурирования за один проход. Аппаратно поддерживается ускорение Direct3D 6.0.
Шина памяти составляет 128 бит и предназначена для использования SDRAM или SGRAM.
Возможно, наиболее примечательной особенностью G400 являлась его способность управлять двумя мониторами для отображения одного рабочего стола. Эта функция, называемая DualHead, была важным преимуществом Matrox G400 над конкурентами. Возможности DualHead обеспечивали не только расширение рабочего стола, но и его клонирование, и специальный режим DVDMAX, который выводил видео-оверлей на второй монитор. Однако, вопреки названию этого режима, G400 не поддерживал аппаратное ускорение DVD-декодирования. У G400 есть частичная поддержка для процесса декодирования DVD-видео, но он не выполняет два самых требовательных этапа процесса — обратное дискретное косинусное преобразование и компенсацию движения.
Продукция Matrox была известна высоким качеством аналогового вывода, и G400 не является исключением. G400 был эталоном качества в течение нескольких лет и значительно превосходил некоторых конкурентов (в частности, карты NVIDIA до GeForce4).
G400 стал первым ускорителем Matrox, совместимым с AGP 2.0 4X. Ранние (REV. A) платы G400 на самом деле поддерживали только режим 2X, но более поздние версии (REV. B) полностью соответствовали AGP 4X и работали с более высокой скоростью.

## Производительность
G400 был известен процессорозависимостью в 3D, это объясняется как его архитектурой, так и особенностями драйвера, особенно OpenGL ICD. Объективно процессор был несколько медленнее, чем аналоги на борту карт конкурентов. Тем не менее, он был программируемым, что теоретически могло повысить производительность, но Matrox не описали функциональные возможности этого компонента.
Как уже было сказано, G400 имел проблемы с драйверами. В то время как поддержка Direct3D вызывала восхищение, драйвер ICD OpenGL был очень беден. Ситуация была похожа на то, что случилось со старым G200: инструкции OpenGL на G400 выполнялись с помощью враппера, преобразующего их в вызовы Direct3D с серьезной потерей производительности. Также был выпущен скоростной OpenGL-драйвер, называемый TurboGL, но он был предназначен только для поддержки нескольких популярных игр того времени. Лишь в середине 2000 года G400 получил полностью совместимый OpenGL ICD, способный обеспечить высокую производительность в большинстве OpenGL-приложений.
Но даже несмотря на начальные трудности с драйверами, Matrox G400 был очень конкурентоспособным. Производительность в 2D и Direct3D была более чем сравнима с NVIDIA NVIDIA Riva TNT2, 3dfx Voodoo3 и ATI Rage 128 Pro. Фактически, до выхода NVIDIA GeForce 256, Millennium G400 MAX был самым быстрым Direct3D-ускорителем.

## Marvel G400-TV (Zoran)
Matrox прекратила поддержку для Marvel G400-TV довольно рано, поскольку не было никакой возможности сделать чип Zoran, используемый для аппаратного сжатия видео MJPEG, полностью функциональным в Windows 2000. Стабильный WDM-драйвер так и не был выпущен, видеозахват был возможен, но только на основе VfW.

## G450
Осенью 2000 года Matrox представила чип G450 (под кодовым названием «Condor») в качестве преемника G400. G450 в первую очередь отличался от G400 уменьшенным с 250 нм до 180 нм технологическим процессом изготовления. Это позволило снизить затраты на изготовление, увеличить количество производимых микросхем, исправить ошибки предыдущих ядер, и добавить новые функциональные блоки. Тактовая частота же ядра G450 осталась на уровне 125 МГц, как и у обычного G400. Тесты показали, что процессор не может функционировать на более высоких частотах, чем G400.
Возможно, самым большим дополнением в G450 стал второй интегрированный RAMDAC, позволявший подключить два монитора без использования отдельного цифро-аналогового преобразователя. Скорости RAMDAC были все-таки разные: 360 МГц у основного, и всего 230 МГц у вторичного. Это означало, что основной монитор может работать с намного более высокими разрешениями и кадровыми частотами, чем вторичный. G450 также получил встроенную поддержку TDMS, и, таким образом DVI.
G450 был адаптирован для использования памяти DDR SDRAM, вместо устаревающей SGRAM у G400. Это сделало возможным упростить шину памяти до 64-битной без уменьшения пропускной способности памяти при той же частоте. 64-битная шина уменьшает сложность (и стоимость) платы. Тем не менее, DDR имеет более высокие задержки, чем SGRAM равной полосы пропускания, поэтому производительность несколько снизилась.
G450 получил поддержку AGP 2.0 4X, как и поздние платы G400. 3D-возможности G450 были идентичны G400, однако из-за одинаковой частоты ядра и из-за снижения пропускной способности памяти, G450 в играх был медленнее, чем G400.

## G550
Процессор MGA-G550 получил второй пиксельный конвейер, аппаратную обработку геометрии и освещения (T&L), аппаратную реализацию вершинных шейдеров. Он насчитывает 256 постоянных регистров, предназначенных для реализации DirectX 8.0. Несмотря на это, поддержка DirectX 8.0 в драйверах реализована так и не была. Производительность в 3D представленной в 2001 году карты значительно уступала решениям от NVIDIA. Видеокарта Matrox G550 Dual Head поддерживала одновременную работу с двумя мониторами, на плате  имелось два видеовыхода — один аналоговый (D-Sub, 15 pin), а другой цифровой, стандарта DVI.
В 2005 году Matrox Graphics представила Millennium G550 PCIe — первую в мире видеокарту PCI Express x1. Карта использует мост Texas Instruments XIO2000.

## Модели
| Название                 | Ядро    | Техпроцесс, (нм) | Конфигурация конвейера | Частота ядра, МГц | Частота памяти, МГц | шина памяти, бит | Тип и объем памяти     | Особенности                                           |
| ------------------------ | ------- | ---------------- | ---------------------- | ----------------- | ------------------- | ---------------- | ---------------------- | ----------------------------------------------------- |
| Millennium G400 MAX      | Toucan  | 250              | 2x1                    | 150               | 200                 | 128              | 32 Мб SGRAM            | Два VGA-выхода. Охлаждалась вентилятором.             |
| Millennium G400 DualHead | Toucan  | 250              | 2x1                    | 125               | 166                 | 128              | 32 Мб SGRAM            | Два VGA-выхода.                                       |
| Millennium G400          | Toucan  | 250              | 2x1                    | 125               | 166                 | 128              | 32 или 16 Мб SGRAM     |                                                       |
| G400-SD                  | Toucan  | 250              | 2x1                    | 125               | 166                 | 128              | 32 или 16 Мб SDRAM     |                                                       |
| Marvel G400-TV           | Toucan  | 250              | 2x1                    | 125               | 166                 | 128              | 16 Мб SGRAM            | ТВ-выход, видеозахват и ТВ-тюнер.                     |
| Millennium G450          | Condor  | 180              | 2x1                    | 125               | 166                 | 64               | 32 или 16 Мб DDR SDRAM | Были выпущены версии для PCI и с поддержкой TDMS/DVI. |
| Marvel G450-eTV          | Condor  | 180              | 2x1                    | 125               | 166                 | 64               | 16 Мб DDR SDRAM        | ТВ-тюнер.                                             |
| Millennium G550          | Condor2 | 180              | 2x2x1                  | 125               | 166                 | 64               | 32 Мб DDR SDRAM        |                                                       |